# Vincenzo Pucitta
Vincenzo Pucitta, född 17 februari 1778 i Civitavecchia, död 20 december 1861 i Milano, var en italiensk kompositör.

## Musiken
Pucitta ska väl inte räknas som någon banbrytande tonsättare men skrev alltid charmerande och förtjusande musik. Han rör sig nästan alltid i sin etablerade genre men lyckas göra sina operor med spontan orkestrering, lätt och melodiös utan att vara för komplex och svår.

## Personen
Pucitta studerade musik på Conservatrio della Pietà de Turchini i Neapel, och skrev ett dussin operor innan han 1806 åkte utomlands för första gången. Vid sin andra utlandsvistelse åkte han till Amsterdam där han var musikdirektör vid italienska operan. Först vid tredje resan 1809 kom han till London och blev maestro al cembalo vid King's Theatre. Pucitta gjorde först komiska operor, men för den kända sopranen Angelica Catalani som även hon var på besök i London skrev han snart seriösa och heroiska operor. Catalani och Pucitta gjorde konsertturer, där han var hennes hoskomposiör och ackompanjatör, till Skottland, Irland och hela England. Under 1815 turnerade de även i Holland, Belgien och Tyskland. Konsertturerna gjorde Pucitta känd men mest som bihang till Catalani. 1817 bröt han allt samarbete med henne, men det ledde inte till någon fördel då människor fortfarande förknippade honom med Catalani. Han blev alltmer obskyr och han dog i Milano 83 år gammal helt bortglömd.